# Юлия (дъщеря на младия Друз)
Вижте пояснителната страница за други личности с името Юлия.
Юлия Друза или Юлия Ливия (на латински: Iulia; Iulia Livia; Julia Drusi Caesaris Filia; * 5 г.; † 43 г.) е дъщеря на Ливила и Юлий Цезар Друз и внучка на император Тиберий и Випсания Агрипина.
Юлия се омъжва през 20 г. за братовчед си Нерон Цезар, най-възрастният син на генерал Германик и Агрипина Стара. През 29 г. съпругът ѝ е изпратен в изгнание и следващата година умира.
През 33 г. тя се омъжва за Гай Рубелий Бланд (суфектконсул 18 г.).  С него има няколко деца.
Синът ѝ Рубелий Плавт е екзекутиран 62 г. поради съмнение, че планува бунт против Нерон. Дъщеря ѝ Рубелия Баса се омъжва за Октавий Ленат, чичо по майчина линия на бъдещия император Нерва.
През 43 г. е обвинена от Месалина в неморалност и екзекутирана.  Нейната приятелка Помпония Грецина, съпруга на Авъл Плавций, носела траур от мъка по нея до края на живота си.